# Charles de Baert-Duholant
Charles-Alexandre-Balthazar-François-de-Paule, baron de Baert-Duholant est un homme politique français né le 19 décembre 1751 à Saint-Omer dans l'ancienne province de l'Artois dans le royaume de France et mort le 23 mars 1825 à Paris.

## Biographie
Charles-Alexandre-Balthazar-François-de-Paule, baron de Baert-Duholant naît à Saint-Omer dans l'ancienne province de l'Artois dans le royaume de France sous le règne du roi Louis XV : il nait le 9 décembre 1751, fils de Charles Albert de Baert, échevin de la ville en 1772 et 1773, issu d'une famille chevaleresque du Franc de Bruges, et d'Anne Catherine Vancaptel.
Élève au collège des Jésuites de Saint-Omer, il entre à 19 ans dans le régiment de Normandie (infanterie) en qualité d'enseigne, mais n'y reste que deux ans pour suivre sa vocation.
Il se livre dans sa jeunesse au goût qu'il avait pour les voyages, visite les provinces française, se rend en Italie, à Rome est guidé par le cardinal de Bernis, puis en Suisse rencontre Horace Bénédict de Saussure, Johann Kaspar Lavater, Salomon Gessner, puis se rend en Allemagne, est accueilli par Frédéric II , passe en Russie, puis en Suède et Norvège, visite l'Angleterre en 1787 et 1788, puis l'Espagne et le Portugal.
Le 29 janvier 1781, le Conseil d'Artois réforme le jugement de l'élection d'Artois et rend une sentence de noblesse en faveur de Charles Alexandre Balthazar François de Paul Baert, seigneur du Hollant, demeurant à Saint-Omer.
Il rentre à Saint-Omer au commencement de la Révolution française.
Il se lie avec Nicolas de Condorcet. Élu député du département du Pas-de-Calais à l'Assemblée législative, le 31 août 1791, il vote constamment avec la minorité modérée ; dans la séance du 21 octobre 1791, il parle en faveur de la liberté des cultes. En début 1792, il se rapproche de plus en plus des partisans du roi et rompt avec Condorcet. Il est un des sept députés, qui, le 20 avril 1792, votent contre la déclaration de guerre à l'Autriche ; le 20 juin, lors de l'invasion des Tuileries, il reste auprès de Louis XVI pour le protéger.
Découragé par les événements du 10 août, il quitte Paris. Le bruit a couru qu'il était parti en Amérique. Selon G. Walter comme pour Louis de Givenchy, cités dans la bibliographie, ce voyage en Amérique n'eut pas lieu : le baron Baert fit courir ce bruit pour échapper aux poursuites; il passa la période de la Terreur dans ses propriétés dans le Jura. 
Il revient à Saint-Omer après le 18 brumaire et se marie en 1804.
Élu le 22 août 1815 député par le collège de département du Loiret, où il avait acheté en 1807 la terre et le château de La Motte, à Château-Renard, il fait partie de la minorité dans la Chambre introuvable, et renonce à la vie politique après cette législature, achevée par la dissolution de 1816.

### Mariage et descendance
Le 20 février 1804, il épouse à 53 ans , Antoinette de Montboissier Beaufort Canillac (Paris, 28 août 1778 - 17 mars 1851), fille de Charles-Philippe-Simon de Montboissier-Beaufort-Canillac, vicomte de Montboissier, maréchal de camp, chevalier de Saint-Louis (1750-1802), et de Françoise Pauline de Lamoignon de Malesherbes (1758-1827). Elle était la petite-fille de Chrétien Guillaume de Lamoignon de Malesherbes, premier président de la Cour des Aides, le défenseur de Louis XVI en 1793. 
Dont une fille :
- Henriette Caroline Pauline de Baert (Paris, 12 janvier 1805 - Paris, 7 mars 1856), mariée à Paris le 11 mars 1822 avec le comte Nicolas Michel Le Peletier de Saint-Fargeau des Forts (Montargis, 17 juin 1795 - Aix les Bains, 13 août 1860), inhumés tous deux au cimetière de Picpus[5],  fils d'Etienne Ferdinand Michel Le Peletier des Forts et de Pauline Terray[6]. Issu de la famille Le Peletier, il était le petit-fils d'Antoine Terray, intendant de Lyon, mort guillotiné ainsi que son épouse. Dont postérité.

## Armes-Cimier
Armes : « D'azur à 3 étoiles d'or, au chevron d'argent, semé d'hermines, l'écu surmonté d'un casque ouvert à 6 grilles ».
Cimier : « Une tête et col de sanglier au naturel entre deux vols d'or, avec lambrequins d'or, d'argent et d'azur ».

## Publications
- Charles Alexandre Balthasar Francois de Baert-Duholant, Tableau de la Grande-Bretagne, de l'Irlande et des possessions anglaises dans les quatre parties du monde, t. 1, Paris, H. J. Hansen, 1800, 459 p. (lire en ligne)